# Waleed Bakshween
Waleed Bakshween (ur. 12 listopada 1989 w Dżuddzie) – saudyjski piłkarz, grający na pozycji pomocnika w klubie Al-Ahli Dżudda i reprezentacji narodowej.